# Liste der Monuments historiques in Lanty-sur-Aube
Die Liste der Monuments historiques in Lanty-sur-Aube führt die Monuments historiques in der französischen Gemeinde Lanty-sur-Aube auf.

## Liste der Objekte
| Bezeichnung                                        | Beschreibung                                                                                  | Standort                        | Kennzeichnung | Schutzstatus | Datum | Bild |
| -------------------------------------------------- | --------------------------------------------------------------------------------------------- | ------------------------------- | ------------- | ------------ | ----- | ---- |
| Altarglöckchen                                     | bezeichnet 1554                                                                               | in der Kirche St-Laurent (Lage) | PM52002015    | Inscrit      | 2013  |      |
| Hauptaltar                                         | Altartisch, Altaraufbau, Retabel und zwei Engelsskulpturen, erste Hälfte des 19. Jahrhunderts | in der Kirche St-Laurent (Lage) | PM52002013    | Inscrit      | 2013  |      |
| Gemälde Heiliger Josef                             | aus dem 18. Jahrhundert                                                                       | in der Kirche St-Laurent (Lage) | PM52002017    | Inscrit      | 2013  |      |
| Reliquienbüste Heiliger Laurentius                 | Goldschmiedearbeit, 18. Jahrhundert                                                           | in der Kirche St-Laurent (Lage) | PM52002014    | Inscrit      | 2013  |      |
| Skulptur Christus                                  | Holz, 16. Jahrhundert                                                                         | in der Kirche St-Laurent (Lage) | PM52002016    | Inscrit      | 2013  |      |
| Gemälde Der Evangelist Lukas malt die Gottesmutter | aus der ersten Hälfte des 19. Jahrhunderts                                                    | in der Kirche St-Laurent (Lage) | PM52002018    | Inscrit      | 2013  |      |